# Artur Glinczewski
Artur Glinczewski – polski kierowca wyścigowy.

## Biografia
W WSMP debiutował w 1994 roku. Uczestniczył wówczas w Pucharze Cinquecento i zajął 21. miejsce na koniec sezonu. W 1995 roku zmienił samochód na jednomiejscową Estonię 25, napędzaną silnikiem Volkswagen. Glinczewski wygrał rundę na torze Kielce i zajął dziesiąte miejsce w klasyfikacji końcowej klasy E-2000 oraz ósme w klasie E-1600. W sezonie 1996 zmienił samochód na Reynarda i zajął trzecie miejsce w klasach E-2000 i E-1600, wygrywając ponadto wyścig w Białej Podlaskiej. 27 września 1996 roku został współzałożycielem Automobilklubu Orski. W roku 1997 został mistrzem Polski w klasie E-1600, wygrywając cztery wyścigi.

## Wyniki w Polskiej Formule 3
| Legenda oznaczeń w tabelach wyników Wyświetl szablon na nowej stronie | Legenda oznaczeń w tabelach wyników Wyświetl szablon na nowej stronie                                                                     |
| Oznaczenie                                                            | Wyjaśnienie |
| --------------------------------------------------------------------- | --- |
| Złoty                                                                 | Zwycięzca lub mistrzostwo |
| Srebrny                                                               | 2. miejsce lub wicemistrzostwo |
| Brązowy                                                               | 3. miejsce lub II wicemistrzostwo |
| Zielony                                                               | Ukończył, punktował (w klasyfikacji generalnej, gdy zdobył co najmniej jeden punkt na przestrzeni sezonu, poza trzema powyższymi opcjami) |
| Niebieski                                                             | Ukończył, nie punktował (w klasyfikacji generalnej, gdy nie zdobył co najmniej jednego punktu na przestrzeni sezonu)                      |
| Czerwony                                                              | Nie zakwalifikował się (NZ) |
| Czerwony                                                              | Nie prekwalifikował się (NPK) |
| Różowy                                                                | Nie ukończył (NU) |
| Różowy                                                                | Niesklasyfikowany (NS) (w klasyfikacji generalnej, gdy nie został sklasyfikowany w żadnym wyścigu sezonu)                                 |
| Czarny                                                                | Zdyskwalifikowany (DK) |
| Czarny                                                                | Wykluczony (WYK/EX) |
| Biały                                                                 | Nie wystartował (NW) |
| Biały                                                                 | Kontuzjowany (K/INJ) |
| Biały                                                                 | Wyścig odwołany (OD/C) |
| Bez koloru                                                            | Został wycofany (WYC/WD) |
| Bez koloru                                                            | Nie przybył (NP/DNA) |
| Bez koloru                                                            | Nie brał udziału w treningach (NT/DNP) |
| Bez koloru                                                            | Nie został zgłoszony (–) |
| Pogrubienie                                                           | Start z pole position |
| Kursywa                                                               | Najszybsze okrążenie wyścigu |
| †                                                                     | Nie ukończył, ale jego rezultat został zaliczony ze względu na przejechanie więcej niż 90% dystansu wyścigu.                              |
| *                                                                     | Sezon w trakcie |
| 1/2/3                                                                 | Punktowana pozycja w sprincie kwalifikacyjnym                                                                                             |
| Lista systemów punktacji Formuły 1                                    | |

| Rok  | Zespół                     | Samochód    | Silnik     | Wyniki w poszczególnych eliminacjach | Wyniki w poszczególnych eliminacjach | Wyniki w poszczególnych eliminacjach | Wyniki w poszczególnych eliminacjach | Wyniki w poszczególnych eliminacjach | Wyniki w poszczególnych eliminacjach | Wyniki w poszczególnych eliminacjach | Wyniki w poszczególnych eliminacjach | Wyniki w poszczególnych eliminacjach | Wyniki w poszczególnych eliminacjach | Pkt. | Msc. |
| ---- | -------------------------- | ----------- | ---------- | ------------------------------------ | ------------------------------------ | ------------------------------------ | ------------------------------------ | ------------------------------------ | ------------------------------------ | ------------------------------------ | ------------------------------------ | ------------------------------------ | ------------------------------------ | ---- | ---- |
| 1995 |                            |             |            | Polska                               | Polska                               | Polska                               | Polska                               | Polska                               | Polska                               | Polska                               |                                      |                                      |                                      | 25   | 9    |
| 1995 | Automobilklub Morski       | Estonia 25  | Volkswagen | 5                                    | 8                                    | -                                    | -                                    | -                                    | 6                                    | 8                                    |                                      |                                      |                                      | 25   | 9    |
| 1996 |                            |             |            | Polska                               | Polska                               | Polska                               | Polska                               | Polska                               | Polska                               |                                      |                                      |                                      |                                      | 42   | 3    |
| 1996 | Rafineria Gdańska          | Reynard 893 | Volkswagen | -                                    | 4                                    | NU                                   | 4                                    | -                                    | 1                                    |                                      |                                      |                                      |                                      | 42   | 3    |
| 1997 |                            |             |            | Polska                               | Polska                               | Polska                               | Polska                               | Polska                               | Polska                               | Polska                               | Polska                               |                                      |                                      | 0    | NS   |
| 1997 | Automobilklub Wielkopolski | Reynard 893 | Volkswagen | NU                                   | -                                    | -                                    | -                                    | -                                    | -                                    | -                                    | -                                    |                                      |                                      | 0    | NS   |
| 1998 |                            |             |            | Polska                               | Polska                               | Polska                               | Polska                               | Polska                               | Polska                               | Polska                               | Polska                               | Polska                               | Polska                               | 91   | 11   |
| 1998 | Automobilklub Wielkopolski | Reynard 893 | Volkswagen | NU                                   | 2                                    | -                                    | -                                    | 5                                    | 10                                   | -                                    | -                                    | NW                                   | 2                                    | 91   | 11   |